# Оријана Фалачи
Оријана Фалачи (итал. Oriana Fallaci; Фиренца, 29. јун 1929 — Фиренца, 15. септембар 2006) била је италијански новинар, писац и политички интервјуиста. Била је партизанка током Другог светског рата и имала дугу и успешну новинарску каријеру. Фалачи је постала позната широм света по својим ратним репортажама и њеним интервјуима са светски познатим лидерима из '60-тих, '70-тих и '80-тих. Где год је било "густо" била је и Оријана Фалачи, та мала, безобразна, храбра жена, која је излуђивала највеће моћнике света. Била је у Бијафри, на Блиском истоку, у Израелу...

## Биографија
Фалачи је рођена у Фиренци, Италија, 29. јуна 1929. Њен отац, Едуардо Фалачи, столар у Фиренци, био је политички активиста који се трудио да прекине диктатуру италијанског фашистичког лидера, Бенита Мусолинија. Била је у Мексику када су, пре почетка Олимпијаде, започеле жестоке демонстрације у којима је чак два пута озбиљно рањена. Позната је по својим ратним репортажама, као и интервјуима са познатим личностима. Јасер Арафат, Мухамед Реза Пахлави, Хенри Кисинџер, Голда Меир, Вили Брант, Иди Амин, Лех Валенса, Федерико Фелини, Шон Конери су само неки од познатих светских имена са којима је разговарала.

## Награде
Добитник је многобројних награда.